# تل قوينجق
تل قوينجق هو تل ردم يقع تحته سور نينوى، ويقع حالياً في الحي الزراعي في مدينة الموصل. يمتد تل قوينجق من تقاطع النبي يونس الحالي إلى حي المهندسين، ثم يتجه شرقاً حتى تقاطع جسر السكر ثم جنوباً ماراً بحي المثنى والنور ثم يصل إلى باب شمس ثم يستمر جنوباً حتى يجتاز منطقة العطشانة ثم جنوباً حتى يصل إلى حي المالية ثم شمالاً حتى ينتهي بنقطة البداية عند تل التوبة، الذي يقع على تقاطع النبي يونس.
هذا التل يعتبر من أهم المواقع الاثرية في مدينة الموصل، حيث تم اكتشاف الكثير من القطع الاثرية التي تعود إلى الحقبة التاريخية 7000BC-6000BC والتي يوجد بعضها في المتحف البريطاني في لندن.